# 3C 273
3C 273 је квазар лоциран у сазвијежђу Дјевица. То је био први квазар који је икада идентификован.
То је оптички најсцјетлији квазар на небу са Земље (m ~12.9), и један од најближих са црвеним помаком, z, of 0.158. Светлостна удаљеност од DL = 749 Mpc (2,4 Gly) може се израчунати из z. То је уједно и један од најсјајнијих познатих квазара, са магнитудом од −26.7, што значи да ако би био удаљен од Полукса (~10 парсека) на небу би се чинило готово једнако сјајно као и Сунце. Како је сунчева магнитуда 4.83, то значи да је квазар преко 4 трилиона пута свјетлији од Сунца на видљивим таласним дужинама. Маса његове централне црне рупе измјерена је на 886 ± 187 милиона соларних маса помоћу мапе широког спектра емисије.

## Историја
Име означава да је то био 273. објекат Трећег Кембриџ каталога радио извора (3Ц), објављеног 1959. Након што су тачни положаји добијени коришћењем лунарне окултације коју је обављао Цирил Хазард на Радио-телескопу Паркес,
радио извор је брзо повезан са оптичким дупликатом, неријешеним звјезданим објектом. 1963. Маартен Сцхмидт и Бев Оке у часопису Nature објавио је пар радова у којима се извјештава да 3C 273 има значајни црвени помак од 0,158, постављајући га на неколико милијарди светлосних година.
Прије открића 3C 273, неколико других радио извора било је повезано са оптичким дупликатима, први је био 3C 48. Такође, многе активне галаксије су погрешно идентификоване као промјенљиве звезде, укључујући познате BL Lac, W Com и AU CVn. Међутим, није било разумљиво шта су ти објекти јер су њихови спектри били другачији од спектра било које познате звијезде. Његов спектар није налик оном нормалне звијезде са типичним звјезданим елементима. 3Ц 273 био је први објекат који је идентификован као квазар - изузетно блистав објекат на астрономској удаљености.
3C 273 је радио-гласни квазар, а био је и један од првих екстрагалактичких извора рендгенских зрака откривен 1970. Међутим, и до данашњег дана, процес који изазива емисију рендгенских зрака је контроверзан
Освијетљеност је промјенљива на готово свакој таласној дужини, од радио таласа до гама зрака у временским размацима од неколико дана до деценија. Поларизација са случајном оријентацијом примјећена је у радио, инфрацрвеном и оптичком свјетлу које се емитује из млазнице великог обима; те емисије су стога готово сигурно синхротронске природе, зрачења која настаје млазом наелектрисаних честица које се крећу релативистичким брзинама. Вјерује се да су такви млазови настали интеракцијом централне црне рупе и диска за избацивање. VLBI радио осматрања 3C 273 открила су правилно кретање неких од подручја која емитују радио, надаље сугеришући присуство релативистичких млазница материјала.

## Галаксија домаћин
3C 273 лежи у центру гигантске елиптичне галаксије са привидном магнитудом од 16 и привидном величином од 30 лучних секунди.